# Federico Muñoz
Federico Muñoz Fernández (San Andrés, 7 maggio 1963) è un ex ciclista su strada colombiano.
Professionista dal 1988 al 1998, aveva caratteristiche da scalatore. Fu campione nazionale colombiano su strada nella corsa in linea nel 1993, vinse una tappa alla Volta ao Algarve 1994, due tappe alla Vuelta a Colombia, due alla Vuelta al Táchira e una tappa alla Ruta de México 1991, corsa nella quale si classificò al secondo posto nella graduatoria generale.